# Pongchon
Pongchon (Hán Việt: Phong Tuyền) là một huyện của tỉnh Hwanghae Nam tại Cộng hòa Dân chủ Nhân dân Triều Tiên. Huyện nằm ở chân núi phía nam của dãy núi Myeol-ak, thuộc phía dông của sông Ryesong. Diện tích của huyện là 492,73 km², dân số vào năm 2008 là 79.740 người (37.795 nam và 41.945 nữ), dân số đô thị là 18 273 người (22,9%) còn dân số nông thôn là 61.467 người (77,1%). Pongchon trước đây có tến là Pyongchon (平川郡, Bình Xuyên quận), huyện này được tách ra từ huyện Pyongsan vào năm 1952. Từ năm 1990, huyện đổi sang tên gọi như ngày nay.